# August Emil Braun

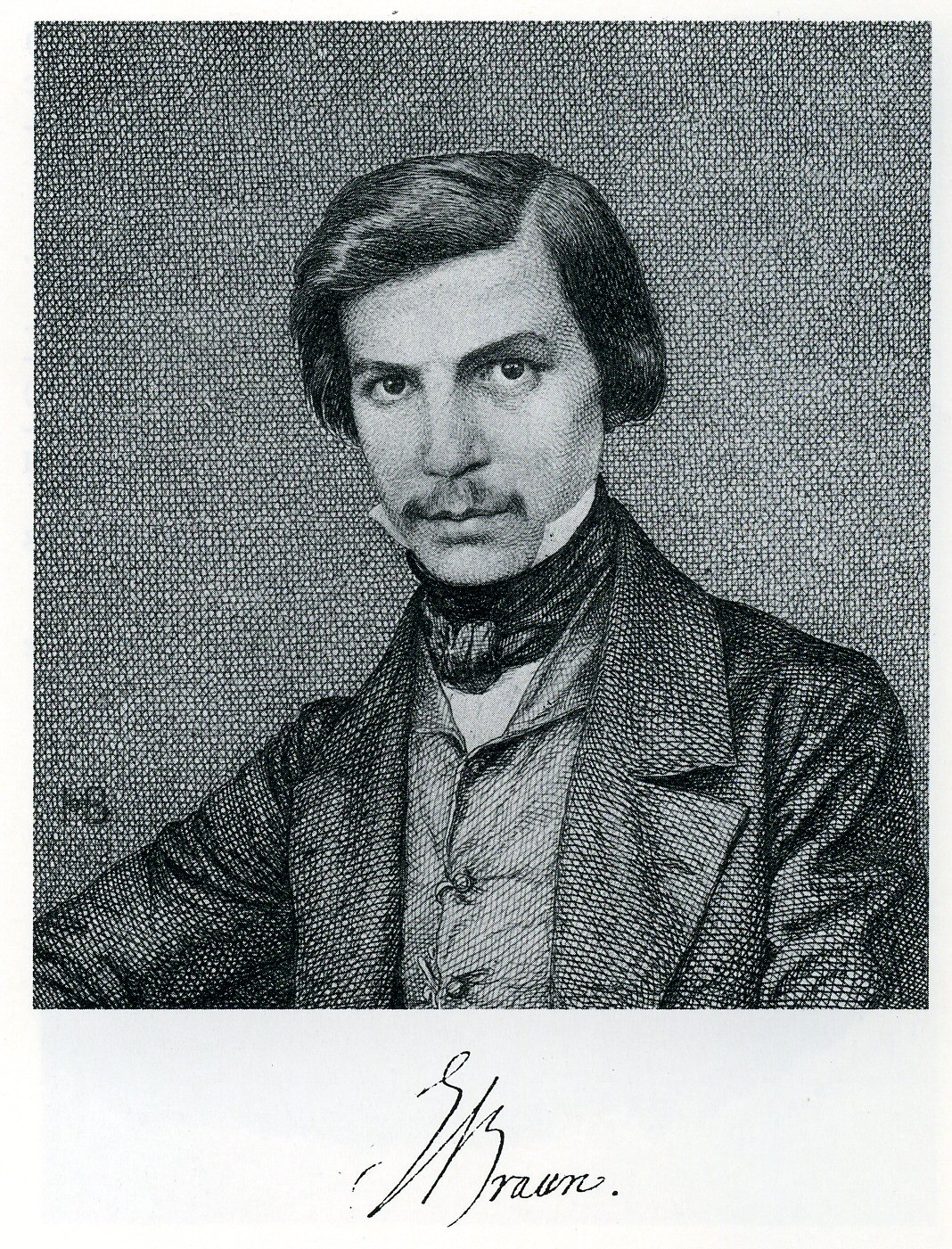
August Emil Braun in un ritratto tra il 1840 e il 1845

August Emil Braun (Gotha, 19 aprile 1809 – Roma, 12 settembre 1856) è stato un archeologo tedesco.

## Biografia
Studente di archeologia e filosofia presso l'Università Georg-August di Gottinga nel 1829, continua i suoi studi prima all'Università Ludwig Maximilian di Monaco nel 1830, consegue un dottorato a Lipsia e poi perfeziona i suoi studi a Dresda. Nel 1833 accetta l'invito di Eduard Gerhard di trasferirsi a Berlino, all'Königliches Museum, dove decide di dedicare la sua attività alla storia dell'arte.
Nel 1833 accompagna Gerhard a Roma dove diventa bibliotecario e successivamente segretario, dal 1840 al 1856, dell'Istituto di corrispondenza archeologica, diventato poi Istituto archeologico germanico. A Roma stringe rapporti di lavoro con i mercanti d'arte per l'acquisto di dipinti e antichità da rivedendere a collezionisti; si specializza inoltre nell'elettrotipia per la riproduzione di oggetti d'arte.